# Śpiewajmy! Młodzi – młodym
Śpiewajmy! Młodzi – młodym – debiutancki album projektu Polski Narodowy Chór Młodzieżowy pod dyrekcją Agnieszki Franków-Żelazny wydany 19 lipca 2019 przez Narodowe Forum Muzyki (nr kat. NFM 62) i CD Accord (nr kat. ACD 262). Sześćdziesięcioro wokalistów prezentuje nowe utwory dwanaściorga młodych polskich kompozytorów (Łukasz Farcinkiewicz, Marek Raczyński, Anna Rocławska-Musiałczyk, Szymon Godziemba- Trytek, Zuzanna Falkowska, Michał Ziółkowski, Sebastian Szymański, Aleksandra Chmielewska, Michał Malec, Łukasz Urbaniak, Jan Krutul, Katarzyna Danel). Nominacja do Fryderyka 2020 w kategorii Album Roku Muzyka Współczesna.

## Lista utworów
1. Łukasz Farcinkiewicz – Canticum novum
2. Marek Raczyński – Chciałbym zaśpiewać ci
3. Anna Rocławska-Musiałczyk – …dotknięciem chwili...
4. Szymon Godziemba-Trytek – Sonnet VIII
5. Zuzanna Falkowska – Singin’
6. Michał Ziółkowski – Idzie na pola, idzie na bory
7. Sebastian Szymański – Śpiewajcie
8. Aleksandra Chmielewska – The Singers
9. Michał Malec – I Heard You Singing
10. Łukasz Urbaniak – Cantus
11. Jan Krutul – Let Your Singing Transcend the Borders
12. Katarzyna Danel – I Don’t Sing